# غريغوري كيز
غريغوري كيز (بالإنجليزية: Gregory Keyes)‏ (11 أبريل 1963، ميريديان في الولايات المتحدة)؛ كاتب وروائي أمريكي.